# Briseis

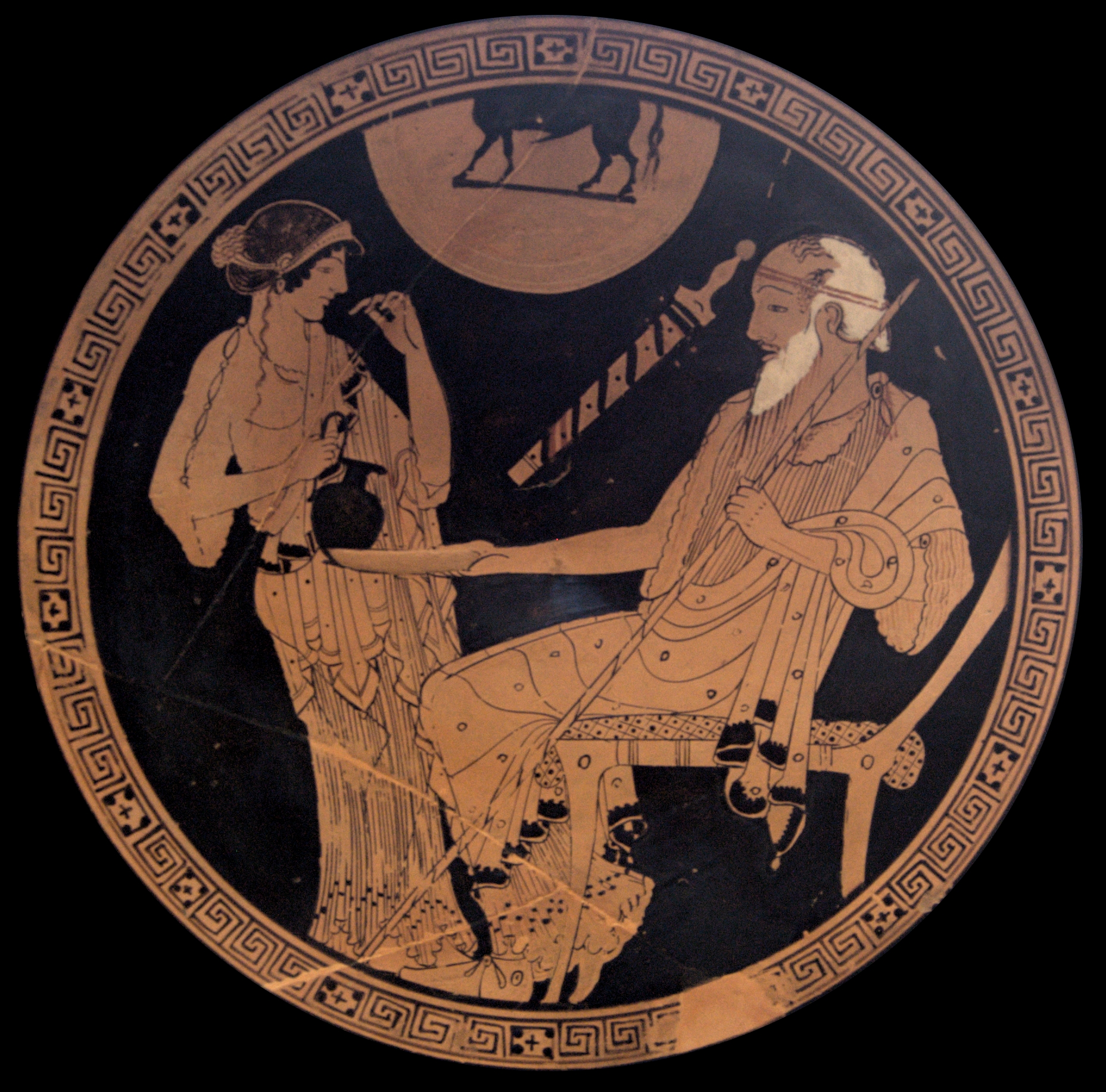
Briseis und Phoinix, rotfigurige Kylix, um 490 v. Chr., Louvre (G 152)

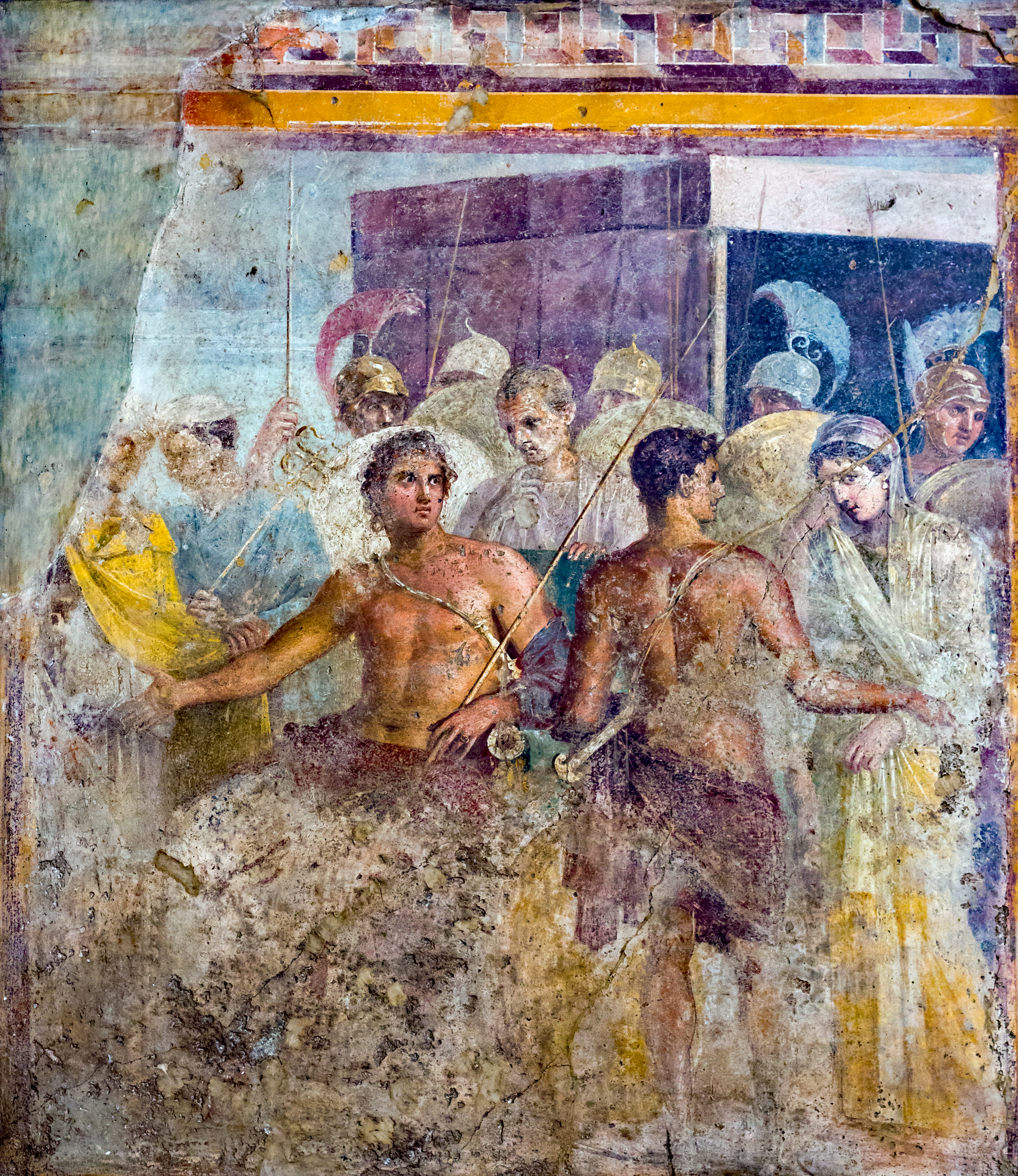
Achilleus’ Übergabe der Briseis, Wandgemälde aus Pompeji, 1. Jh. n. Chr.

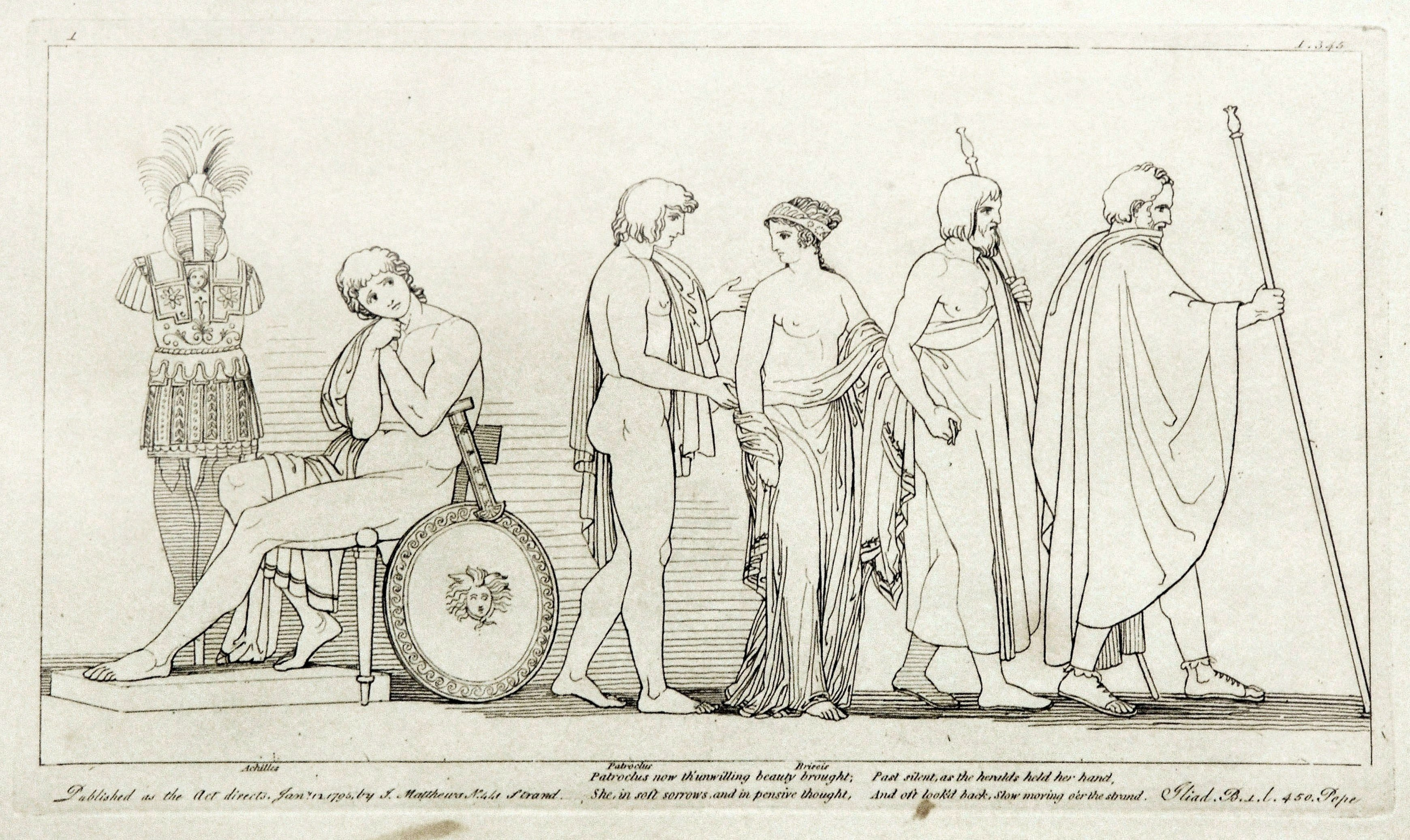
Briseis wird aus Achilles’ Zelt geführt, Illustration zur Ilias, John Flaxman, 1793

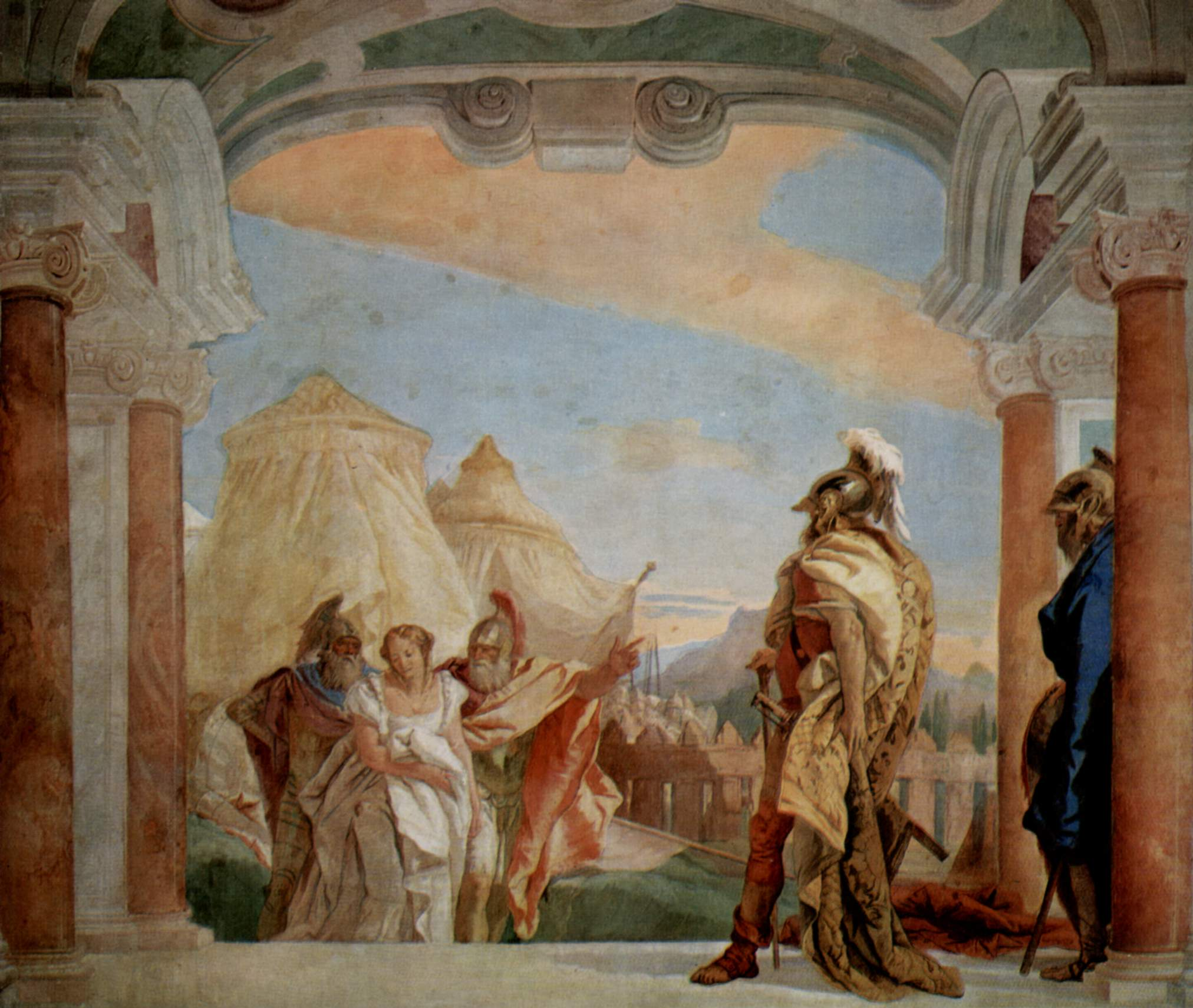
Eyribates und Talthybios führen Agamemnon Briseis, die Konkubine des Achilleus zu, Tiepolo, 1757

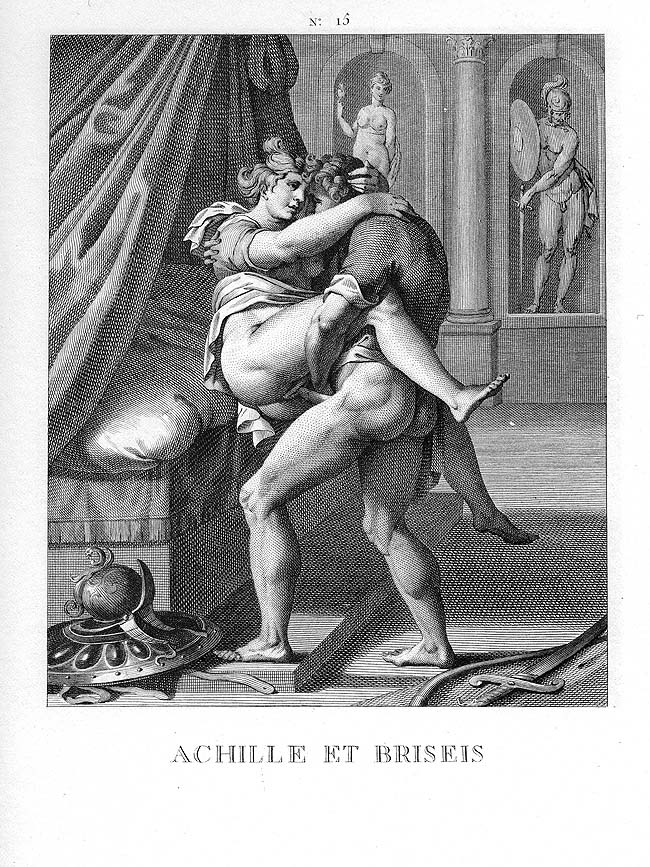
Achilleus und Briseis, Kupferstich von Jacques Joseph Coiny nach Agostino Carracci, 1798

Briseis (altgriechisch Βρισηΐς Brisēḯs) ist eine Figur aus Homers Ilias. Die Tochter des Brises war die Lieblingssklavin des griechischen Kriegers Achilleus. Ihr wirklicher Name war Hippodameia, „Briseis“ ist eigentlich ein Patronym, das „Brises’ Tochter“ bedeutet.

## In derIlias
Es gibt mehrere Versionen der Sage der Briseis. Laut der Ilias erbeutete Achilleus sie während des Trojanischen Krieges in Lyrnessos, der Stadt des Euenos. Bei der Eroberung von Lyrnessos wurden Euenos und seine Söhne Mynes und Epistrophos getötet, ebenso drei Brüder der Briseis, sie selbst wurde dem Achilleus als Sklavin und Konkubine zugesprochen. Nach Patroklos’ Worten durfte sie darauf hoffen, Achilleus’ Ehefrau zu werden. Der Heerführer Agamemnon nahm Achilleus Briseis weg, als er seine eigene Sklavin, Chryseis, wegen eines Orakels und zur Abwendung weiterer Pfeile des Apollon ihrem Vater zurückgeben musste.
Daraufhin zog Achilleus sich aus dem Kampf um Troja zurück. Da dies eine entscheidende Schwächung der Griechen bedeutete, gab Agamemnon Briseis zurück, zusammen mit sieben weiteren Frauen und einem Eid, nicht mit ihr geschlafen zu haben.

## Rezeption

### Antike
Der römische Dichter Ovid erwähnt Briseis in seinen Amores und thematisiert die Liebe der Briseis zu Achilleus im Inhalt des dritten Briefes seiner Heroides, einer Sammlung von Liebesbriefen berühmter mythologischer Frauen. Dabei lässt er Briseis nicht nur selbst sprechen, sondern stellt die Liebe von Achilles und Briseis, die in Homers Erzählung eher eine Nebenrolle spielt, ins Zentrum seiner Darstellung. So klagt Briseis Achilles an, dass er sich für sie nicht interessiere – „Du wehrst dich sogar dagegen, dass ich (Dir) zurückgegeben werde, Achilles!“ – und fleht ihn an, sie, wenn schon nicht als Ehefrau, doch wenigstens als Sklavin mit sich nach Griechenland zu nehmen. Zum Ende des Briefes klagt Briseis: „Wenn deine Liebe sich in Abscheu gegen mich gewandelt hat, dann bringe mich lieber dazu zu sterben, als dass du mich zwingst ohne dich zu leben.“
Auch der römische Dichter Properz behandelt Briseis mehrfach in seinen Elegien.

### Neuzeit
In ihrem Roman For the Most Beautiful erzählt die britische Autorin Emily Hauser über den Trojanischen Krieg aus den beiden weiblichen Ich-Perspektiven ihrer Hauptfiguren Briseis und Chryseis. Auch in Pat Barkers Roman The Silence of the Girls wird der Trojanische Krieg aus Sicht von Briseis als weiblicher Hauptfigur geschildert.
Briseis wurde in Filmen und Fernsehserien u. a. von den folgenden Schauspielerinnen verkörpert:
- Gloria Milland, in: Achilles, Spielfilm, Italien, 1962, 118 Min., Regie: Marino Girolami.
- Rose Byrne, in: Troja. Spielfilm, USA, Malta, England, 2004, 156 Min., Regie: Wolfgang Petersen.
- Amy Louise Wilson, in: Troja – Untergang einer Stadt, TV-Serie, USA, Vereinigtes Königreich, 2018.

Als Heinrich Schliemann im Sommer 1879 ein Kindermädchen für seine (griechischen) Kinder suchte und sich nach Empfehlung von Rudolf Virchow für die Berliner Anwaltstochter Marie Mellien entschied, machte er zur Bedingung, dass Marie sich für die Dauer der Anstellung einen griechischen Vornamen zulegte. Aus den von Schliemann dafür vorgeschlagenen Namen wählte sie „Briseis“.
Nach Briseis ist auch der am 4. November 1907 von Joel Hastings Metcalf in Taunton entdeckte Asteroid (655) Briseïs benannt.